# Pegesimallus bulbifrons
Pegesimallus bulbifrons är en tvåvingeart som beskrevs av Jason Gilbert Hayden Londt 1980. Pegesimallus bulbifrons ingår i släktet Pegesimallus och familjen rovflugor.
Artens utbredningsområde är Tanzania. Inga underarter finns listade i Catalogue of Life.